# Love Me Tender (мини-альбом)
Love Me Tender (Люби меня нежно) — мини-альбом американского певца Элвиса Пресли, являющийся саундтреком к одноимённому фильму (см. «Люби меня нежно (фильм)»), ставшем дебютом Пресли в кино. Заглавная песня также вышла ранее на сингле — именно её успех дал название и всему фильму. Мини-альбом занял 9-е место в американском хит-параде альбомов.
В отличие от прочих записей Пресли того периода, песни для этого мини-альбома были записаны с участием посторонних музыкантов, не игравших с певцом. За исключением «Love Me Tender» — баллады, построенной на мотиве песни Гражданской войны, — все остальные песни альбома являются стилизацией под хиллбилли и далеки от рок-н-ролла. Самому Пресли они не очень нравились. В финале фильма также звучит оркестровая версия с изменёнными словами — она вышла лишь в 1987 году.
Грампластинка вышла в монофоническом звучании. Однако сама запись была — впервые в дискографии Пресли — осуществлена в двухканальном режиме (один для голоса и второй для инструментов).
Из-за малого объёма мини-альбом выходит на компакт-дисках вместе с таким же коротким саундтреком к фильму «Тюремный рок», в издания которых также включаются разные дубли песен.

## Обложка
На лицевой стороне обложки мини-альбома помещена фотография, сделанная во время съёмок кинофильма в августе 1956 года.

## Список композиций
1. «Love Me Tender» — 2:41
2. «Let Me» — 2:08
3. «Poor Boy» — 2:13
4. «We’re Gonna Move» — 2:30

## Альбомные синглы
- Love Me Tender / Any Way You Want Me (28 сентября 1956; #1)